# Santa Croce (Trieste)
Santa Croce (Križ in sloveno) è un quartiere del comune di Trieste.
Storicamente, gli abitanti di Santa Croce hanno fatto parte della comunità linguistica slovena. Secondo l'ultimo censimento austriaco del 1910, l'85,8% della popolazione era di madrelingua slovena.
È la frazione di Trieste più lontana dal centro della città.

## Geografia
Si trova sull'Altopiano Carsico, a lato della strada provinciale 1, tra Prosecco, quartiere di Trieste, e Aurisina, sede comunale di Duino-Aurisina.

## Monumenti e luoghi di interesse

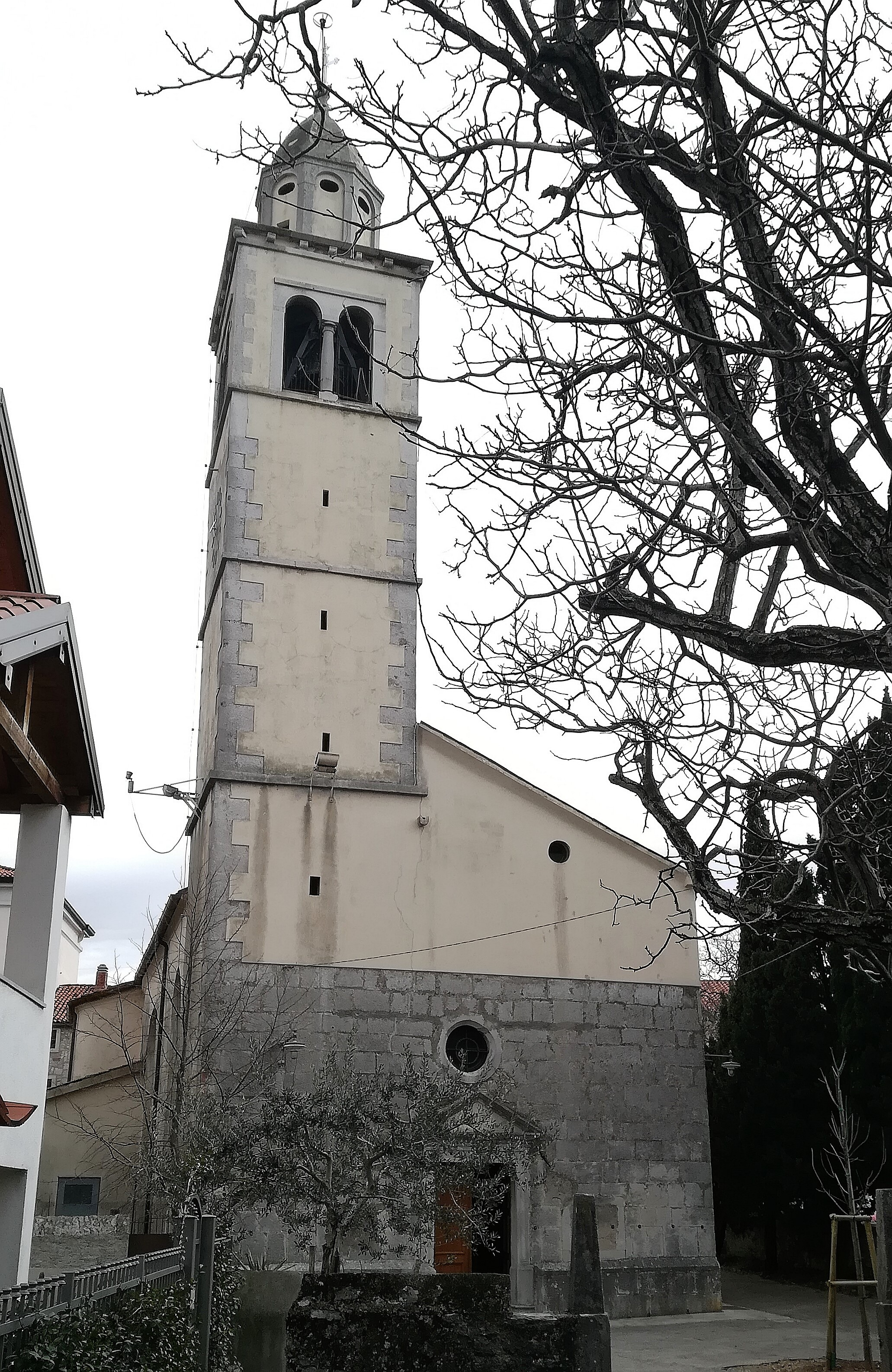
La chiesa parrocchiale

### Chiesa parrocchiale dell'Invenzione della Santa Croce
Questa chiesa fu costruita tra i secoli XVI e XVII e fu ampliata nel Settecento.

### Chiesa di San Rocco
Piccola chiesetta del Seicento con campaniletto a vela. 

### Chiesa parrocchiale dei Santi Quirico e Giulitta
Chiesa di recente costruzione situata nell'omonima borgata.

## Attività ed economia
Per quanto riguarda le attività produttive, nel campo dell'artigianato Santa Croce è rinomata per la lavorazione del cuoio e delle pelli.

## Sport
La squadra calcistica locale è il Vesna che milita nella seconda categoria.